# Langebro

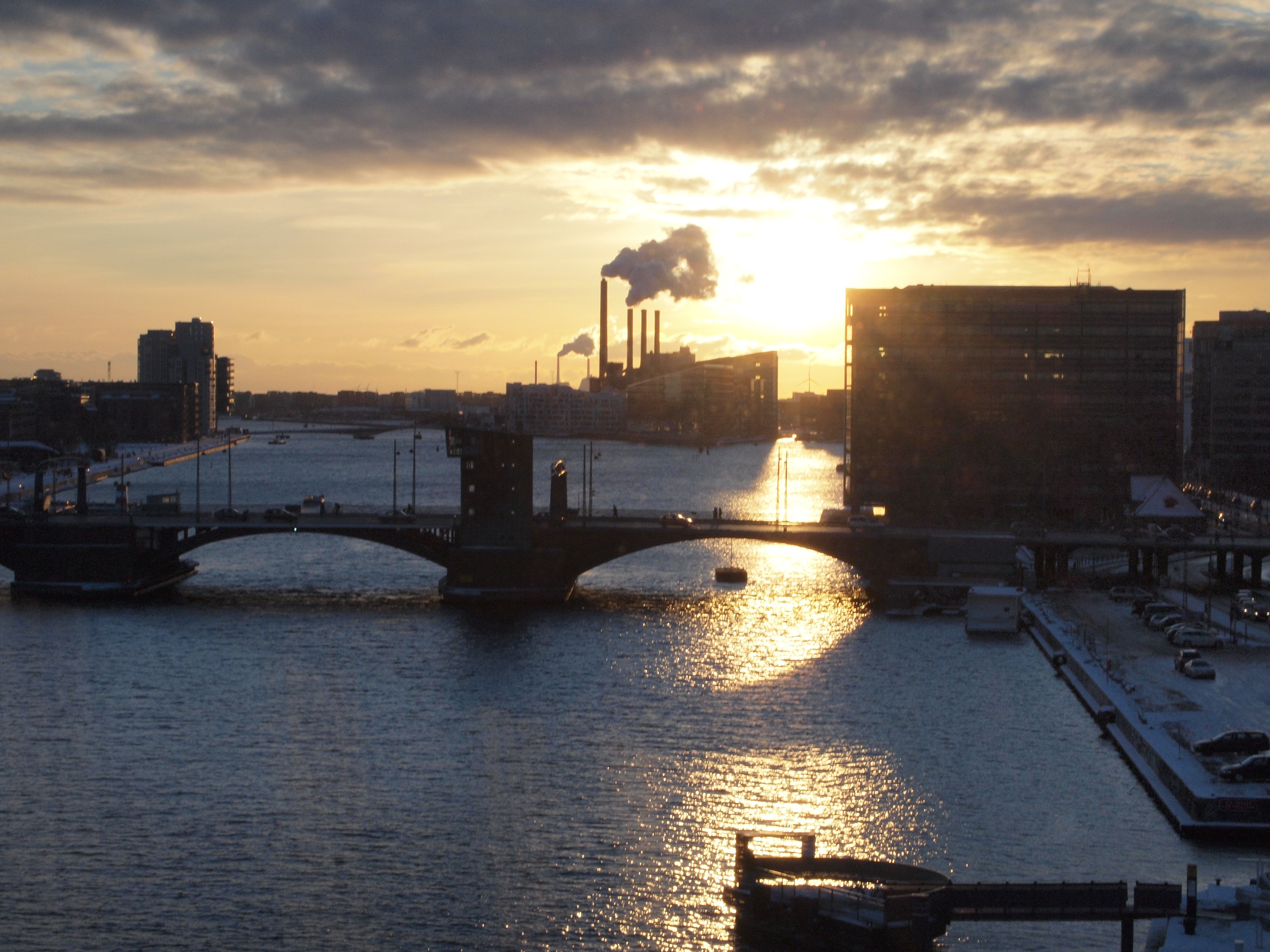
Anochecer en el Langebro.

Langebro ("largo puente" en danés) es un puente basculante a través del Puerto Interior de Copenhague, Dinamarca. Conecta el bulevar H. C. Andersens de Selandia con el bulevar Amager en Amager. Es uno de los dos puentes para vehículos rodados a través del centro del puerto de Copenhague; el otro es Knippelsbro.

## Historia

### 1690: El primer Langebro

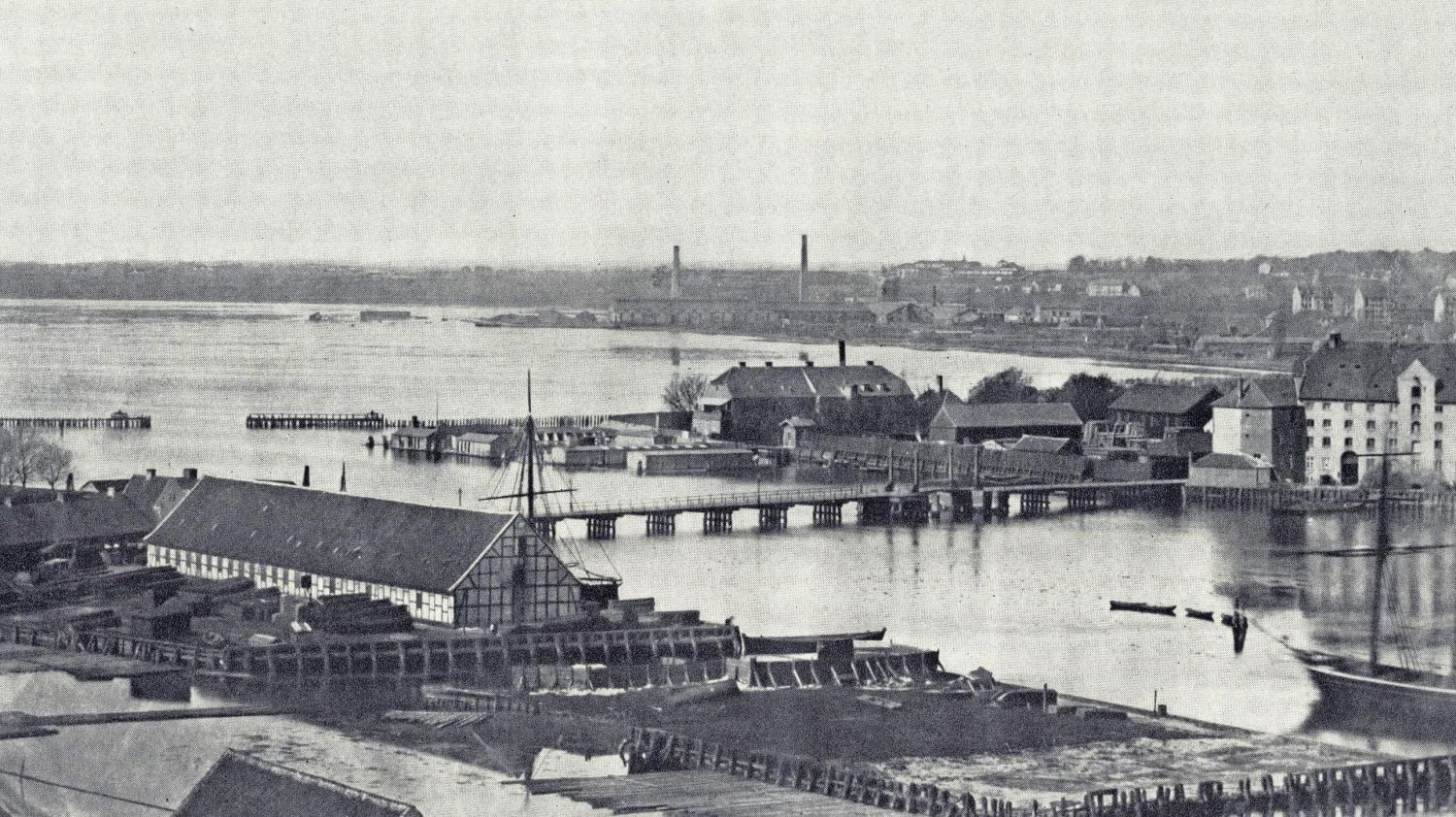
Langebro desde la iglesia de Cristián.

Completado en 1690 el primer puente situado aproximadamente en el emplazamiento del actual era conocido como Kalvebodbro (puente de Kalvebod) y conectaba la muralla occidental del Bastión Rysensteen Bastion en Selandia con la muralla del Bastión de Kalvebod en Christianshavn. Era una estructura de madera con un puente levadizo en el medio que permitía el paso de los barcos. El puente fue construido para el ejército pero también estaba abierto a los peatones civiles. El puente fue rehecho varias veces y fue ampliado en 1875-1876.

### 1903: El puente giratorio

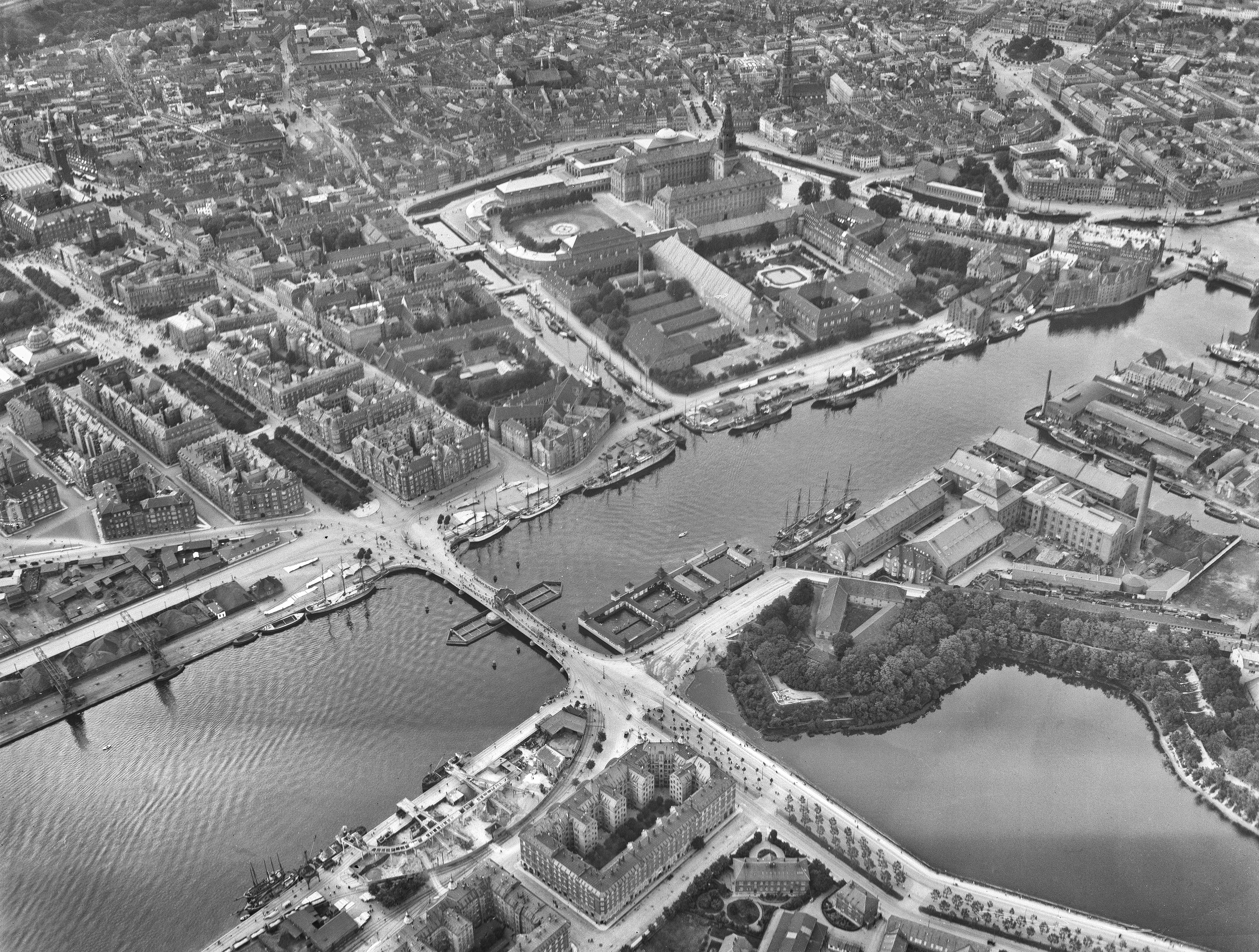
Puente giratorio en 1923.

Se presentaron nuevos planes para un nuevo Langebro en 1885 pero no se llevó a término hasta 1903. El nuevo puente estaba localizado 400 pies al sur del anterior, en el bulevar Vestre (hoy bulevar H. C. Andersens) y conectaba con el bulevar Amager en el otro lado del puerto. Era un puente giratorio sobre nueve pilares de piedra. El puente fue usado tanto para el tranvía como para el ferrocarril Amagerbanen a Dragør.

### 1939: El puente temporal
Con el aumento del tráfico de automóviles el nuevo puente pronto quedaría obsoleto por lo que se construyó un nuevo puente temporal en 1930. El puente fue saboteado el 23 de marzo de 1945.

### 1954
El puente temporal fue sustituido por el actual en 1954.